# Mianwali
Mianwali (urdú میانوالی) és una ciutat i municipi del Pakistan, capital del districte de Mianwali al Panjab (Pakistan) situada 32° 34′ 60″ N i 71° 32′ 60″ E. Segons el cens de 1998 tenia una població de 
79.996 habitants i la població estimada el 2007 era de 110.359 habitants. El 1901 tenia només 3.591 habitants. La llengua principal és el seraiki i la població és majoritàriament hindko.
La ciutat fou fundada per Sayyid Mian Ali; el seu fill Mian Sultan Zakria, que va exhibir poders sobrenaturals des de jove, va fundar una capella que porta el seu nom (segle xvi). La família dels Mian de Mianwali encara viuen a la ciutat i els seus membres tenen reputació de sants. Va passar als britànics el 1849 i fou declarada capital del districte el 9 de novembre de 1901. La municipalitat es va establir el 1903.